# Doppelmuffe

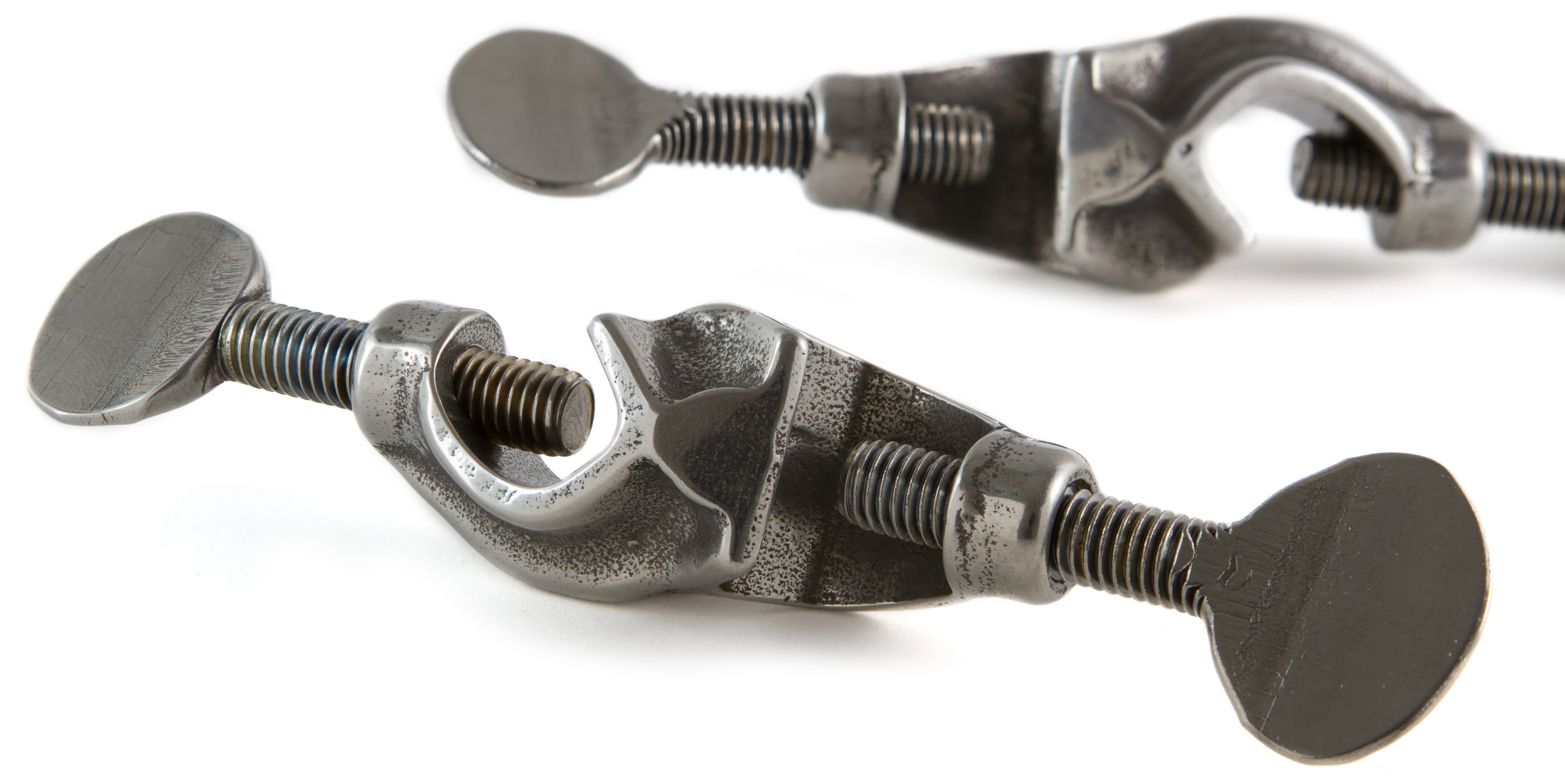
Doppelmuffen in klassischer Bauweise aus rostfreiem Stahl

Eine Doppelmuffe oder im Allgemeinen eine Stativmuffe ist ein typisches Laborgerät. Sie besteht aus Metall und dient in der Regel zur Verbindung zweier gleichartiger zylindrischer Stativteile, z. B. zweier Stativstangen, im rechten Winkel zueinander. Doppelmuffen werden daher oft zur Befestigung von Stativklemmen oder Ringen an Stativstangen bzw. für den Aufbau größerer Apparaturen in Laboratorien verwendet.
Die Doppelkreuzmuffe erlaubt sowohl Verschraubungen im rechten Winkel als auch parallel zueinander.
Die Doppelgelenkmuffe mit zwei Drehgelenken ist durch große Flügelschrauben fest arretierbar, dient zur Befestigung in jedem Winkel und jeder Ebene.

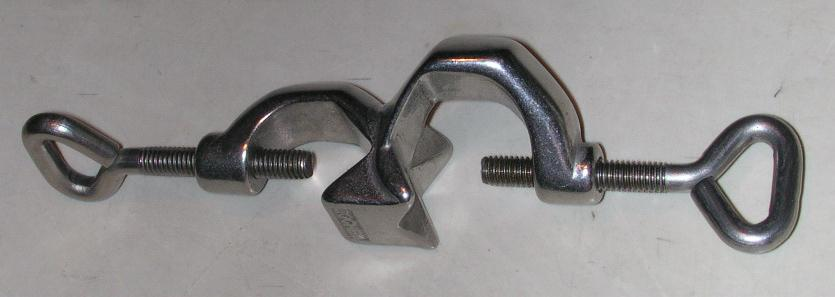
Doppelkreuzmuffe
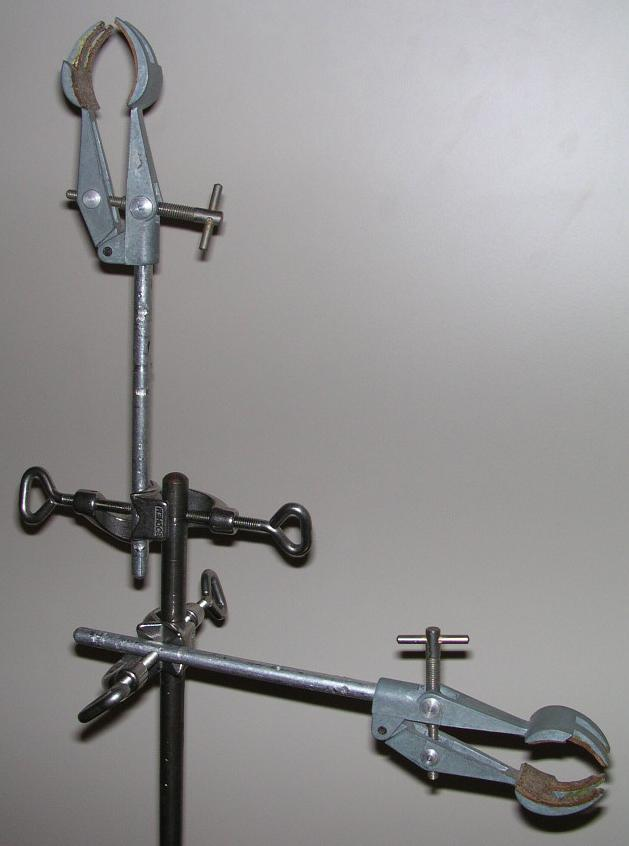
Doppelkreuzmuffen: Anwendung
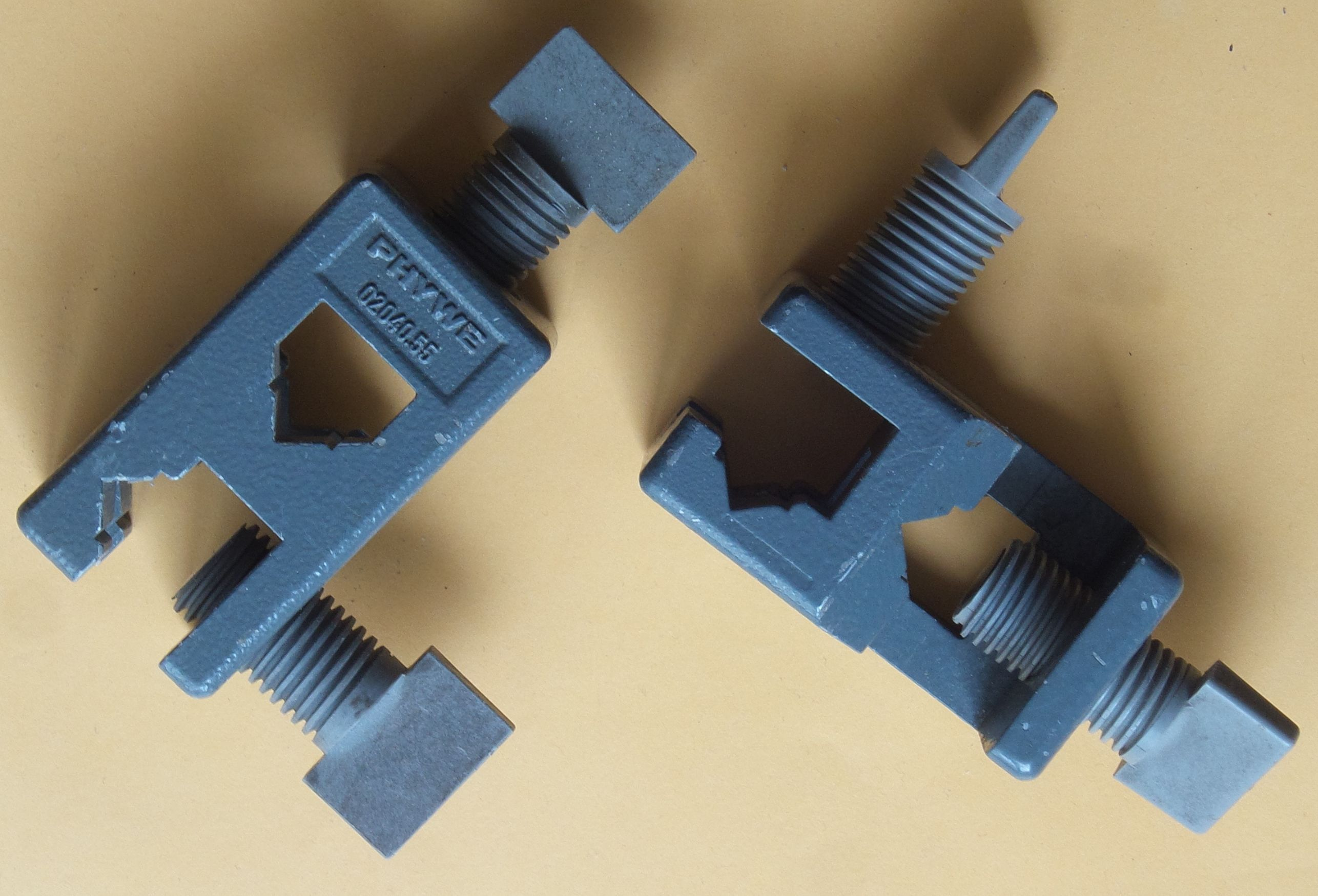
Universalklemmen: auch für einen bestimmten Rechteck-Querschnitt
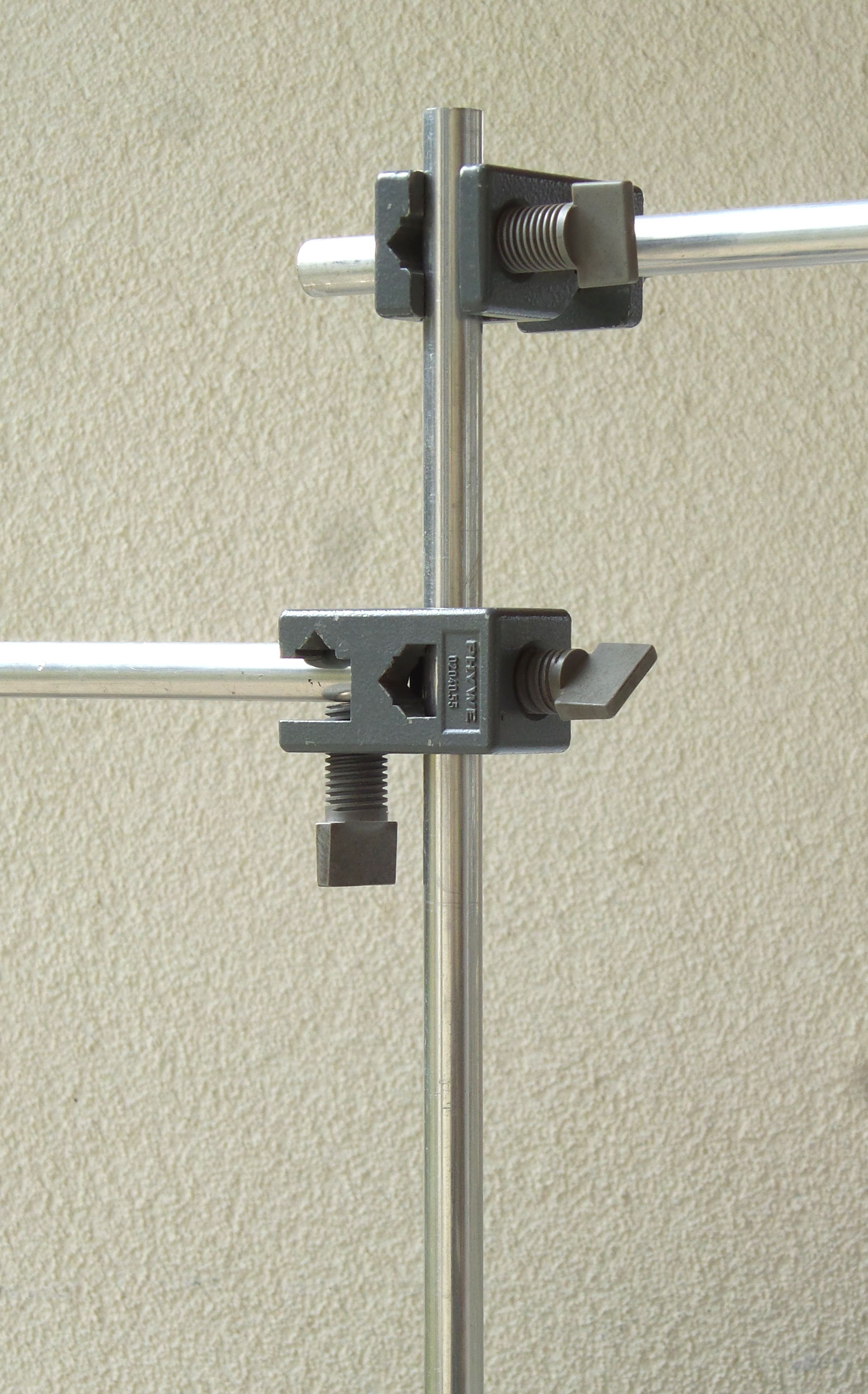
Universalklemmen: Anwendung, auch T-förmige Lage der Stäbe

## Weitere Bedeutung
Doppelmuffe ist ebenfalls der Name eines Verbindungsstücks zwischen zwei Rohrenden. Verwendet wird sie z. B. im Rohrleitungsbau, als Fitting oder in der Antriebstechnik (siehe auch Muffe).